# 베이오브아일랜즈

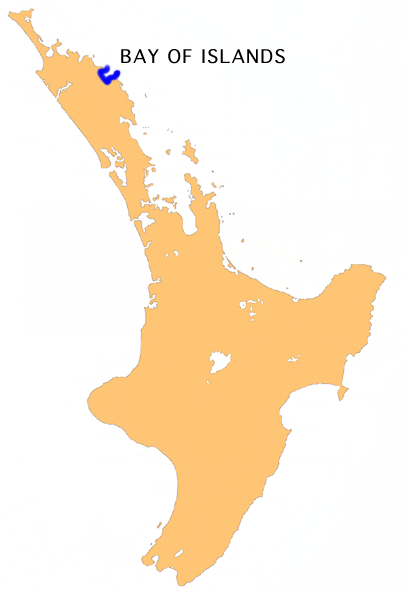
베이오브아일랜즈의 위치

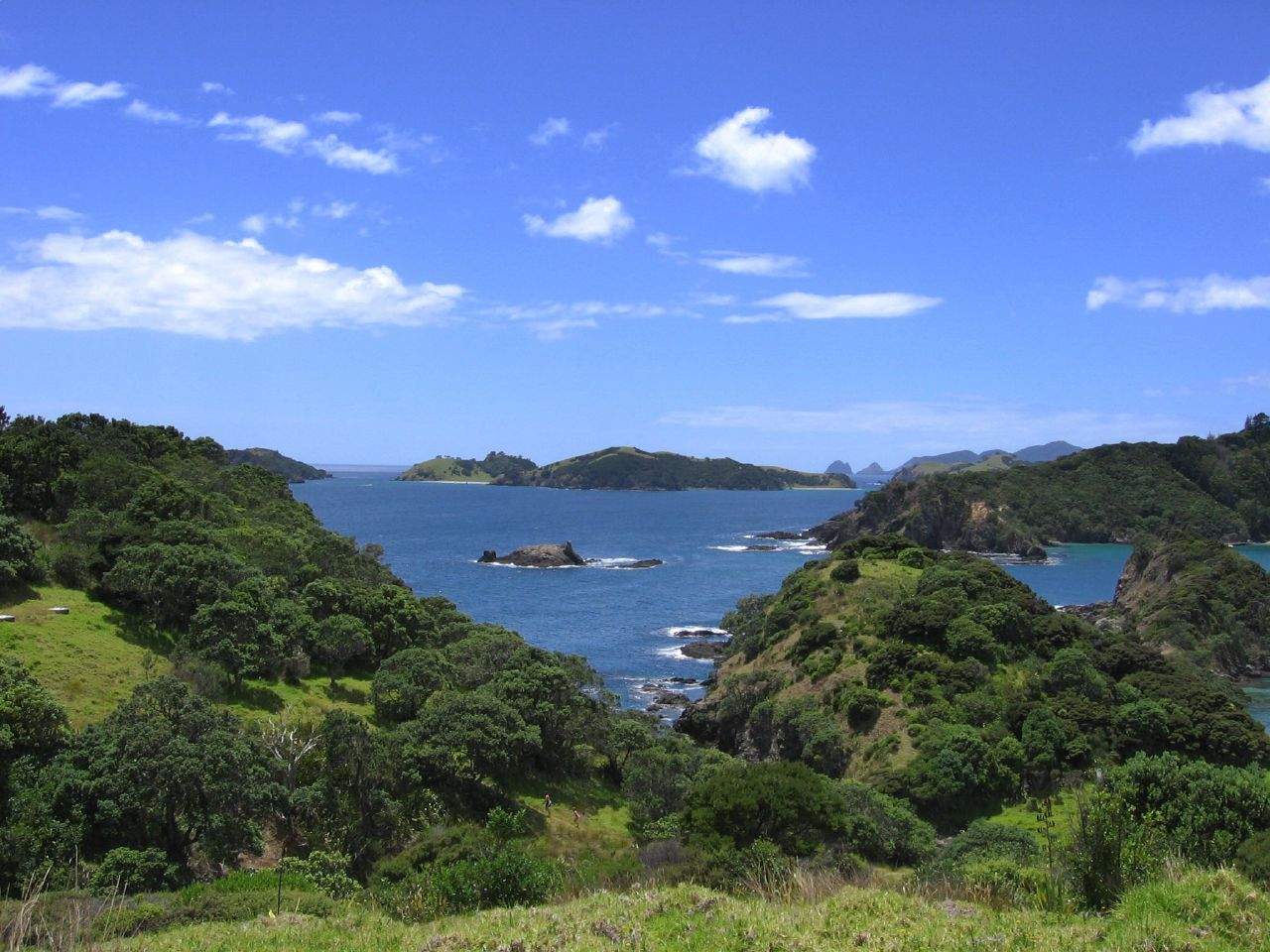
베이오브아일랜즈의 광경

베이오브아일랜즈(The Bay of Islands)는 뉴질랜드 북섬 최북단 노스랜드 지방의 지역이다. 항거레이 북서쪽 60 km 지점에 위치하고 있으며, 뉴질랜드의 최북단에 가깝다. 가장 인기있는 낚시, 세일링, 그리고 관광 목적지로 미국의 작가 제인 그레이가 1930년대 출판한 책에서 묘사한 낚시대회로 유명해 졌다.